# Station Køge
Station Køge is een station in Køge, Denemarken.
Het station is geopend op 4 oktober 1870, 25 september 1983 voor de S-tog.